# Однажды в Китае 2
«Одна́жды в Кита́е 2» (англ. Once Upon a Time in China II, иер. трад. 黃飛鴻之二男兒當自強, йель: Вон Фэй Хун чи и Нам и тон чи кён) — художественный фильм режиссёра Цуй Харка. Продолжение фильма «Однажды в Китае» (1991).

## Сюжет
Действие фильма разворачивается в Китае 1895 году во время правления династии Цин. Вон Фэйхун едет на поезде из Фошаня в Гуанчжоу, чтобы принять участие в семинаре по медицине. Его сопровождает Тринадцатая тётя (кузина И) и его ученик Лён Фунь. Ситуация в Гуанчжоу хаотичная. С одной стороны, уличные протесты против подписания Симонескского договора. С другой стороны, секта Белый лотос, занимающаяся нападением на гостей с Запада и уничтожением всего чуждого китайской культуре. В какой-то момент Тринадцатая Тётя попадает в плен Белого лотоса при попытке сфотографировать их, но Фэйхун спасает её.
Фэйхун читает лекцию на семинаре в то время как китайский лекарь Сунь Вэнь, прошедший обучение на Западе, переводит слова Фэйхуна для некитайской аудитории. Мероприятие прекращается, когда члены «лотоса» выпускают горящие стрелы по зданию, где проводится семинар; Фэйхуну, Фуню и Вэню удаётся сбежать. Фэйхун считает, что в Гуанчжоу небезопасно, и хочет отвезти двух своих друзей обратно в Фошань. Тем не менее, как только они собираются уходить, они узнают, что секта нападает на Тунвэнь Гуань, детскую школу иностранных языков. Они спасают детей. Хозяин гостиницы не позволяет детям остаться, поскольку опасается мести со стороны секты.
Фэйхун идёт в ямэнь, чтобы попросить там убежище для детей. Он устраивает поединок с офицером Напланем, поражённым мастерством, но не одобряющим просьбу Фэйхуна. В то же время Фунь и Тринадцатая тётя прячут детей в британском консульстве, находящемся под осадой «лотоса». В консульстве Фэйхун встречает Сунь Вэня и узнаёт, что Сунь и его друг, Лук Хоутун, являются членами тайного движения, стремящемуся к свержению правящей династии и установлению республики. Появляется Наплань со своими солдатами и пытается войти в консульство, чтобы схватить Хоутуна, но британский консул останавливает его. В ту же ночь Наплань приказывает своим людям переодеться в людей секты и ворваться в консульство. Через некоторое время он вводит своих людей в консульство под предлогом защиты консула и ареста членов секты, но на самом деле использует возможность для поимки Хоутуна. Он тайно расправляется с консулом, когда тот понимает истинные намерения Напланя.
Хоутун притворяется Фунем и покидает консульство вместе с Фэйхуном, в то время как Лён Фунь прикидывается Хоутуном, чтобы отвлечь солдат Напланя. Фэйхун и Хоутун отправляются в штаб секты, где противостоят Кау Куну, главе «лотоса». После борьбы с членами секты Фэйхун бьётся с Кау Куном один на один и в результате побеждает. Фэйхун, Фунь и Хоутун затем пытаются заполучить книгу с именами революционеров, но сталкиваются с Напланем и его людьми. Хоутун смертельно ранен. Пока Фэйхун сражается с Напланем, Фунь помогает Хоутуну сжечь книгу и едва не сжигает ткань, в которую она была обёрнута, но умирающий Хоутун просит Фуня не сжигать ткань, а передать её Сунь Вэню на причале. Фэйхун и Фунь пытаются убежать, но Наплань останавливает их. В конце концов Фэйхун убивает Напланя, перерезав ему горло деревянной занозой. На рассвете Фэйхун и его ученик прибывают на причал. Фэйхун бросает Сунь Вэню ткань, в которой оказывается эмблема Китайской Республики.

## В ролях
- Джет Ли — Вон Фэйхун
- Розамунд Кван — Тринадцатая тётя (Кузина И)
- Макс Мок[кит.] — Лён Фунь
- Донни Йен — Наплань
- Дэвид Цзян — Лук Хоутун
- Сюн Синьсинь[кит.] — Кау Кун
- Чжан Телинь[кит.] — Сунь Вэнь
- Ям Сайкунь[кит.] — губернатор Чхун
- Лён Ятхоу — помощник Кау Куна

## Номинации и награды
| Номинации и награды             | Номинации и награды                        | Номинации и награды   | Номинации и награды |
| Церемония                       | Категория                                  | Лауреат               | Результат           |
| ------------------------------- | ------------------------------------------ | --------------------- | ------------------- |
| 12-я Гонконгская кинопремия     | Лучший фильм                               | Однажды в Китае 2     | Номинация           |
| 12-я Гонконгская кинопремия     | Лучшая режиссура                           | Цуй Харк              | Номинация           |
| 12-я Гонконгская кинопремия     | Лучшая мужская роль второго плана          | Донни Йен             | Номинация           |
| 12-я Гонконгская кинопремия     | Лучший актёрский дебют                     | Сюн Синьсинь          | Номинация           |
| 12-я Гонконгская кинопремия     | Лучший арт-директор (художник-постановщик) | Эдди Ма               | Номинация           |
| 12-я Гонконгская кинопремия     | Лучшая операторская работа                 | Артур Вон             | Номинация           |
| 12-я Гонконгская кинопремия     | Лучшая киномонтажная работа                | Марко Мак             | Номинация           |
| 12-я Гонконгская кинопремия     | Лучшая хореография                         | Юнь Вопхин            | Победа              |
| 12-я Гонконгская кинопремия     | Лучшая музыка к фильму                     | Ричард Юнь, Джонни Ён | Номинация           |
| 29-й кинофестиваль Golden Horse | Лучшая мужская роль                        | Джет Ли               | Номинация           |
| 29-й кинофестиваль Golden Horse | Лучшая мужская роль второго плана          | Макс Мок              | Номинация           |
| 29-й кинофестиваль Golden Horse | Лучшая хореография боевых сцен             | Юнь Вопхин            | Номинация           |
| 29-й кинофестиваль Golden Horse | Лучшая оригинальная песня для фильма       | Джеймс Вон Чим        | Победа              |